# یواس‌اس ال‌اس‌تی-۵۶۷
یواس‌اس ال‌اس‌تی-۵۶۷ (به انگلیسی: USS LST-567) یک کشتی بود که طول آن ۳۲۸ فوت (۱۰۰ متر) بود. این کشتی در سال ۱۹۴۴ ساخته شد.